# 66 Tauri
66 Tauri, som är stjärnans Flamsteed-beteckning, är en dubbelstjärna belägen i den södra delen av stjärnbilden Oxen, som också har Bayer-beteckningen r Tauri. Den har en kombinerad skenbar magnitud på ca 5,10 och är svagt synlig för blotta ögat där ljusföroreningar ej förekommer. Baserat på parallaxmätning inom Hipparcosuppdraget på ca 8,2 mas, beräknas den befinna sig på ett avstånd på ca 400 ljusår (ca 121parsek) från solen. Den rör sig närmare solen med en heliocentrisk radialhastighet av ca -9 km/s.

## Egenskaper
Primärstjärnan 66 Tauri A är en blå till vit stjärna i huvudserien av spektralklass A3 V. Den har en massa som är ca 2,9 solmassor, en radie som är ca 4,7 solradier och utsänder ca 117 gånger mera energi än solen från dess fotosfär vid en effektiv temperatur på ca 8 700 K.
66 Tauri är en visuell dubbelstjärna där positionen för de två stjärnorna kan avläsas över tid och användas för att beräkna deras bana. De båda stjärnorna har en omloppsperiod av 55 år Deras omloppsbana har en excentricitet av 0,720, och stjärnorna är separerade med i genomsnitt 0,188 bågsekunder. Båda stjärnorna är av spektraltyp A och har liknande massor.